# Puta (mitología)
En la mitología romana Puta era la diosa de la poda de los árboles, según Arnobio. 
«Puta, dices, preside la poda de los árboles y Peta sobre las oraciones; Nemestrino es el dios de las arboledas; Patelana es una deidad, así como Patela, de quienes una ha sido puesta sobre las cosas sacadas a la luz, y la otra sobre las que aún no han sido reveladas. Se habla de Nodutis como de un dios que lleva lo que ha sido sembrado a los nodus «nódulos»; y la que preside el pisado del grano es Noduterensis. (...) Decid, os ruego (para que Peta, Puta y Patela os favorezcan con su gracia), si entonces no hubiera abejas en la tierra, o si los hombres naciéramos sin huesos como algunos gusanos, ¿no existiría extonces la diosa Melonia?».
Nótese que, en el pasaje de Arnobio, todos esos dioses o númenes tienen un teónimo etimológico, en este caso corresponde con la versión femenina del sustantivo putatio, «poda». En español dio la voz, por ejemplo, «amputar», de putare, «podar».